# Midgard (álbum de Faun)
Midgard es el noveno álbum de estudio de Faun, fue lanzado el 19 de agosto de 2016.

## Lista de canciones
| N.º | Título                                       | Duración |  |
| 1.  | «Midgard Prolog»                             | 0:50     |  |
| 2.  | «Federkleid»                                 | 4:43     |  |
| 3.  | «Sonnenreigen (Lughnasad)»                   | 3:54     |  |
| 4.  | «Alba II Intro»                              | 1:50     |  |
| 5.  | «Alba II»                                    | 6:11     |  |
| 6.  | «Nacht des Nornens»                          | 5:34     |  |
| 7.  | «Macbeth»                                    | 5:57     |  |
| 8.  | «Gold und Seide»                             | 4:34     |  |
| 9.  | «Brandan»                                    | 3:58     |  |
| 10. | «Odin (feat. Einar Selvik y Martin Seeberg)» | 5:57     |  |
| 11. | «Rabenballade»                               | 5:03     |  |
| 12. | «Lange Schatten»                             | 3:33     |  |
| 13. | «Aufbruch»                                   | 4:53     |  |
| 14. | «Alswinn»                                    | 3:45     |  |
| 15. | «Räven»                                      | 6:04     |  |

## Temática
El álbum hace referencia con su nombre a Midgard, el mundo de los hombres según la mitología nórdica.
La canción Alba II es una nueva versión de Alba, del álbum Eden. La canción Odin, cantada mayormente en alemán cuenta con la participación de otros músicos de folk; unas estrofas en nórdico antiguo cantadas por Einar Selvik y su acompañamiento musical con una kraviklyra (instrumento musical noruego), así como el de Martin Seeberg con su violín.
A diferencia de algunos álbumes anteriores que incluyen canciones en varios idiomas, todas las canciones de este álbum (excepto un fragmento de Odin) tienen sus letras en alemán.